# Hockey sur glace aux Jeux olympiques de 2006
Navigation
Salt Lake City 2002 Vancouver 2010

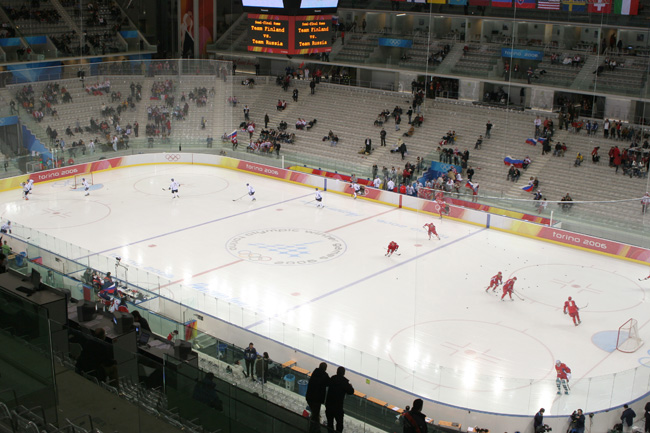
La patinoire principale des JO de Turin

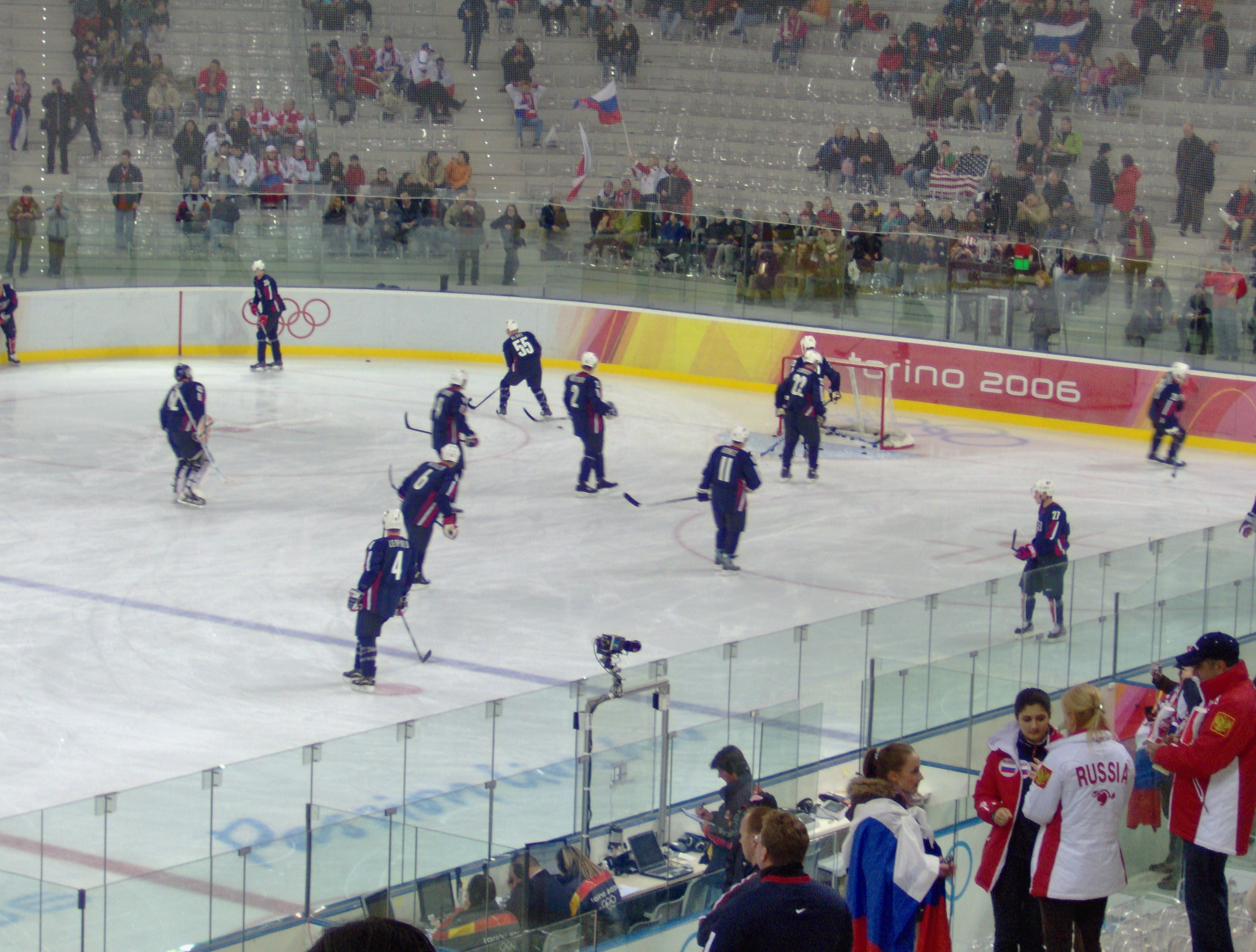
Photo des États-Unis à l'échauffement.

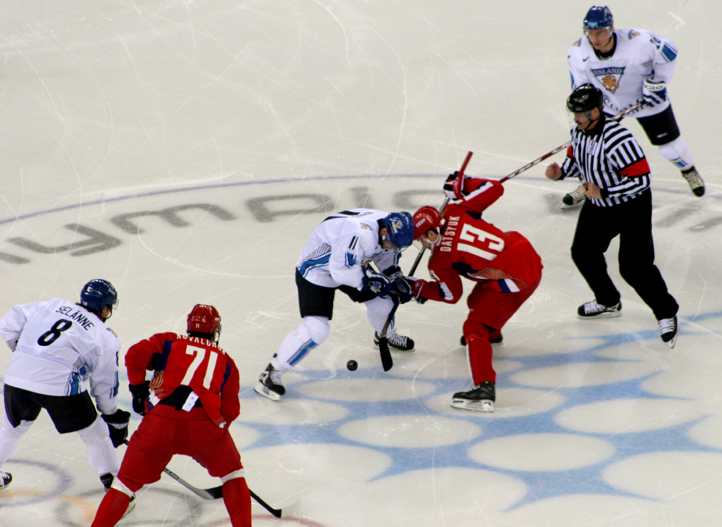
La mise au jeu de la demi-finale Finlande-Russie, 24 février 2006

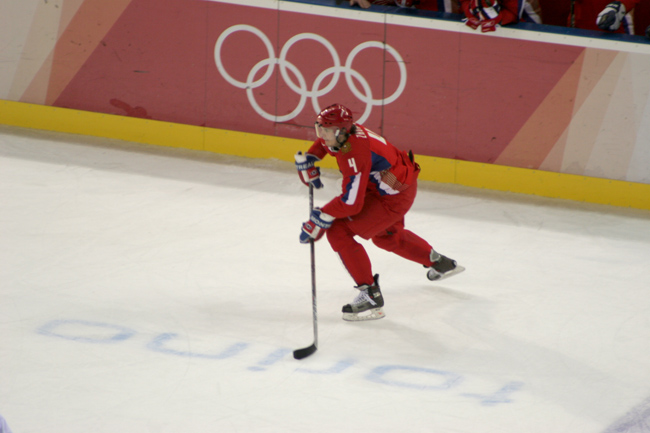
Demi-finale Finlande-Russie, 24 février 2006, score final 4-0

Les tournois de hockey sur glace aux Jeux olympiques de Turin ont eu lieu du 11 février au 26 février 2006.

## Qualifications
| Mode de sélection         | Dates                 | Lieux                | Nombre de places | Qualifiés                                                            |
| ------------------------- | --------------------- | -------------------- | ---------------- | -------------------------------------------------------------------- |
| Pays organisateur         | 19 juin 1999          | Séoul, Corée du Sud  | 1                | Italie                                                               |
| Classement IIHF           | 2004                  | -                    | 8                | Canada Suède Slovaquie Tchéquie Finlande États-Unis Russie Allemagne |
| Tournois de qualification | 10 au 13 février 2005 | Kloten, Suisse       | 1                | Suisse                                                               |
| Tournois de qualification | 10 au 13 février 2005 | Riga, Lettonie       | 1                | Lettonie                                                             |
| Tournois de qualification | 10 au 13 février 2005 | Klagenfurt, Autriche | 1                | Kazakhstan                                                           |
| Total                     |                       |                      | 12               |                                                                      |

| Mode de sélection         | Dates                  | Lieux               | Nombre de places | Qualifiés                        |
| ------------------------- | ---------------------- | ------------------- | ---------------- | -------------------------------- |
| Pays organisateur         | 19 juin 1999           | Séoul, Corée du Sud | 1                | Italie                           |
| Classement IIHF           | 2004                   | -                   | 4                | Canada États-Unis Finlande Suède |
| Tournois de qualification | 11 au 13 novembre 2004 | Podolsk, Russie     | 1                | Russie                           |
| Tournois de qualification | 11 au 13 novembre 2004 | Bad Tölz, Allemagne | 1                | Allemagne                        |
| Tournois de qualification | 11 au 13 novembre 2004 | Pékin, Chine        | 1                | Suisse                           |
| Total                     |                        |                     | 8                |                                  |

## Tournoi masculin

### 1ertour

#### Groupe A
| Clt   | Équipe    | PJ | V | D | N | BP | BC | Diff | Pts |
| ----- | --------- | -- | - | - | - | -- | -- | ---- | --- |
| +001, | Finlande  | 5  | 5 | 0 | 0 | 19 | 2  | +17  | 10  |
| +002, | Suisse    | 5  | 2 | 1 | 2 | 10 | 12 | -2   | 6   |
| +003, | Canada    | 5  | 3 | 2 | 0 | 15 | 9  | +6   | 6   |
| +004, | Tchéquie  | 5  | 2 | 3 | 0 | 14 | 12 | +2   | 4   |
| +005, | Allemagne | 5  | 0 | 3 | 2 | 7  | 16 | -9   | 2   |
| +006, | Italie    | 5  | 0 | 3 | 2 | 9  | 23 | -14  | 2   |

- Qualifié pour le tour final

#### Groupe B
| Clt   | Équipe     | PJ | V | D | N | BP | BC | Diff | Pts |
| ----- | ---------- | -- | - | - | - | -- | -- | ---- | --- |
| +001, | Slovaquie  | 5  | 5 | 0 | 0 | 17 | 8  | +9   | 10  |
| +002, | Russie     | 5  | 4 | 1 | 0 | 23 | 11 | +12  | 8   |
| +003, | Suède      | 5  | 3 | 2 | 0 | 15 | 11 | +4   | 6   |
| +004, | États-Unis | 5  | 1 | 3 | 1 | 13 | 13 | 0    | 3   |
| +005, | Kazakhstan | 5  | 1 | 4 | 0 | 9  | 16 | -7   | 2   |
| +006, | Lettonie   | 5  | 0 | 4 | 1 | 11 | 29 | -18  | 1   |

- Qualifié pour le tour final

### Tour final
|  | Quarts de finale | Quarts de finale |          |        | Demi-finales           | Demi-finales |  |  | Finale   | Finale |
|  | Quarts de finale | Quarts de finale |          |        | Demi-finales           | Demi-finales |  |  | Finale   | Finale |
|  |                  |                  |          |        |                        |              |  |  |          |        |
|  |                  |                  |          |        |                        |              |  |  |          |        |
|  |                  |                  |          |        |                        |              |  |  |          |        |
|  | Finlande         | 4                |          |        |                        |              |  |  |          |        |
|  | Finlande         | 4                |          |        |                        |              |  |  |          |        |
|  | États-Unis       | 3                |          |        |                        |              |  |  |          |        |
|  | États-Unis       | 3                | Finlande | 4      |                        |              |  |  |          |        |
|  |                  |                  | Finlande | 4      |                        |              |  |  |          |        |
|  |                  | Russie           | 0        |        |                        |              |  |  |          |        |
|  | Canada           | Russie           | 0        | 0      |                        |              |  |  |          |        |
|  | Canada           |                  |          | 0      |                        |              |  |  |          |        |
|  | Russie           | 2                |          |        |                        |              |  |  |          |        |
|  | Russie           | 2                | Finlande | 2      |                        |              |  |  |          |        |
|  |                  |                  | Finlande | 2      |                        |              |  |  |          |        |
|  |                  | Suède            | 3        |        |                        |              |  |  |          |        |
|  | Suisse           | Suède            | 3        | 2      |                        |              |  |  |          |        |
|  | Suisse           |                  |          | 2      |                        |              |  |  |          |        |
|  | Suède            | 6                |          |        |                        |              |  |  |          |        |
|  | Suède            | 6                | Suède    | 7      |                        |              |  |  |          |        |
|  |                  |                  | Suède    | 7      | Match pour la 3e place |              |  |  |          |        |
|  |                  | Tchéquie         | 3        |        |                        |              |  |  |          |        |
|  | Tchéquie         | Tchéquie         | 3        | 3      |                        |              |  |  |          |        |
|  | Tchéquie         |                  |          | 3      |                        |              |  |  |          |        |
|  | Slovaquie        | 2                |          | Russie | 0                      |              |  |  |          |        |
|  | Slovaquie        | 2                |          | Russie | 0                      |              |  |  |          |        |
|  |                  |                  |          |        |                        |              |  |  | Tchéquie | 3      |
|  |                  |                  |          |        |                        |              |  |  | Tchéquie | 3      |

## Tournoi féminin

### 1ertour

#### Groupe A
| Clt   | Équipe | PJ | V | D | N | BP | BC | Diff | Pts |
| ----- | ------ | -- | - | - | - | -- | -- | ---- | --- |
| +001, | Canada | 3  | 3 | 0 | 0 | 36 | 1  | +35  | 6   |
| +002, | Suède  | 3  | 2 | 1 | 0 | 15 | 9  | +6   | 4   |
| +003, | Russie | 3  | 1 | 2 | 0 | 6  | 16 | -10  | 2   |
| +004, | Italie | 3  | 0 | 3 | 0 | 1  | 32 | -31  | 0   |

- Qualifié pour les demi-finales

#### Groupe B
| Clt   | Équipe     | PJ | V | D | N | BP | BC | Diff | Pts |
| ----- | ---------- | -- | - | - | - | -- | -- | ---- | --- |
| +001, | États-Unis | 3  | 3 | 0 | 0 | 18 | 3  | +15  | 6   |
| +002, | Finlande   | 3  | 2 | 1 | 0 | 10 | 7  | +3   | 4   |
| +003, | Allemagne  | 3  | 1 | 2 | 0 | 2  | 9  | -7   | 2   |
| +004, | Suisse     | 3  | 0 | 3 | 0 | 1  | 12 | -11  | 0   |

- Qualifié pour les demi-finales

### Phase finale
|  | Demi-finales | Demi-finales |                        |   | Finale | Finale |
|  | Demi-finales | Demi-finales |                        |   | Finale | Finale |
|  |              |              |                        |   |        |        |
|  |              |              |                        |   |        |        |
|  |              |              |                        |   |        |        |
|  | Canada       | 6            |                        |   |        |        |
|  | Canada       | 6            |                        |   |        |        |
|  | Finlande     | 0            |                        |   |        |        |
|  | Finlande     | 0            | Canada                 | 4 |        |        |
|  |              |              | Canada                 | 4 |        |        |
|  |              | Suède        | 1                      |   |        |        |
|  | Suède        | Suède        | 1                      | 3 |        |        |
|  | Suède        |              |                        | 3 |        |        |
|  | États-Unis   | 2            |                        |   |        |        |
|  | États-Unis   | 2            | Match pour la 3e place |   |        |        |
|  |              |              |                        |   |        |        |
|  |              |              |                        |   |        |        |
|  |              |              |                        |   |        |        |
|  | Finlande     | 0            |                        |   |        |        |
|  | Finlande     | 0            |                        |   |        |        |
|  | États-Unis   | 4            |                        |   |        |        |
|  | États-Unis   | 4            |                        |   |        |        |

## Classements finaux
| Place                               | Équipe     |
| ----------------------------------- | ---------- |
| Médaille d'or, Jeux olympiques      | Suède      |
| Médaille d'argent, Jeux olympiques  | Finlande   |
| Médaille de bronze, Jeux olympiques | Tchéquie   |
| 4                                   | Russie     |
| 5                                   | Slovaquie  |
| 6                                   | Suisse     |
| 7                                   | Canada     |
| 8                                   | États-Unis |
| 9                                   | Kazakhstan |
| 10                                  | Allemagne  |
| 11                                  | Italie     |
| 12                                  | Lettonie   |

| Place                               | Équipe     |
| ----------------------------------- | ---------- |
| Médaille d'or, Jeux olympiques      | Canada     |
| Médaille d'argent, Jeux olympiques  | Suède      |
| Médaille de bronze, Jeux olympiques | États-Unis |
| 4                                   | Finlande   |
| 5                                   | Allemagne  |
| 6                                   | Russie     |
| 7                                   | Suisse     |
| 8                                   | Italie     |

## Podiums
| Épreuves          | Or | Argent | Bronze |
| ----------------- | --- | --- | --- |
| Hommes 26 février | Suède Henrik Zetterberg Daniel Alfredsson Per Johan Axelsson Christian Bäckman Peter Forsberg Mika Hannula Niclas Hävelid Tomas Holmström Jörgen Jönsson Kenny Jönsson Niklas Kronwall Nicklas Lidström Stefan Liv Henrik Lundqvist Fredrik Modin Mattias Öhlund Samuel Påhlsson Mikael Samuelsson Daniel Sedin Henrik Sedin Mats Sundin Ronnie Sundin Mikael Tellqvist Daniel Tjärnqvist | Finlande Antero Niittymäki Fredrik Norrena Niklas Bäckström Teppo Numminen Sami Salo Kimmo Timonen Petteri Nummelin Toni Lydman Aki-Petteri Berg Antti-Jussi Niemi Lasse Kukkonen Jukka Hentunen Olli Jokinen Niko Kapanen Mikko Koivu Saku Koivu Antti Laaksonen Jere Lehtinen Ville Nieminen Ville Peltonen Jarkko Ruutu Teemu Selänne Jussi Jokinen Niklas Hagman | Tchéquie Tomáš Vokoun Milan Hnilička Dominik Hašek František Kaberle Tomáš Kaberle Filip Kuba Pavel Kubina Marek Malík Jaroslav Špaček Marek Židlický Jan Bulis Petr Čajánek Martin Erat Milan Hejduk Aleš Hemský Jaromír Jágr Robert Lang Rostislav Olesz Václav Prospal Patrik Eliáš Martin Ručínský Martin Straka David Výborný Aleš Kotalík |
| Femmes 20 février | Canada Becky Kellar Colleen Sostorics Charline Labonté Cherie Piper Cheryl Pounder Caroline Ouellette Danielle Goyette Jayna Hefford Jennifer Botterill Hayley Wickenheiser Kim St-Pierre Vicky Sunohara Cassie Campbell Gillian Ferrari Carla MacLeod Meghan Agosta Gillian Apps Gina Kingsbury Sarah Vaillancourt Katie Weatherston                                                     | Suède Cecilia Andersson Gunilla Andersson Jenni Asserholt Ann-Louise Edstrand Joa Elfsberg Emma Eliasson Erika Holst Nanna Jansson Ylva Lindberg Jenny Lindqvist Kristina Lundberg Kim Martin Frida Nevalainen Emilie O'Konor Maria Rooth Danijela Rundqvist Therese Sjölander Katarina Timglas Anna Vikman Pernilla Winberg                                         | États-Unis Pamela Dreyer Chanda Gunn Courtney Kennedy Angela Ruggiero Lyndsay Wall Helen Resor Caitlin Cahow Molly Engstrom Jamie Hagerman Krissy Wendell Kimberly Insalaco Jenny Potter Julie Chu Kelly Stephens Kathleen Kauth Kristin King Katie King Natalie Darwitz Tricia Dunn-Luoma Sarah Parsons                                        |